# Ratpenat llenguallarg de panxa negra
El ratpenat llenguallarg de panxa negra (Melonycteris melanops) és una espècie de ratpenat de la família dels pteropòdids. És endèmic de Papua Nova Guinea. El seu hàbitat natural són els boscos pertorbats, els jardins i les plantacions de cacau. Es creu que no hi ha amenaces significatives per a la supervivència d'aquesta espècie.